# 琉球之風 (電視劇)
琉球之風 DRAGON SPIRIT（日语：／?），是於1993年1月10日至同年6月13日播放的NHK大河劇，由台灣裔日本人陳舜臣的同名作品編成。共23回，講述的是1609年薩摩入侵琉球時期的故事。該劇是迄今為止唯一一部播放時長僅為半年的大河劇，也是目前為止唯一一部有歌手演唱片頭主題曲的大河劇。

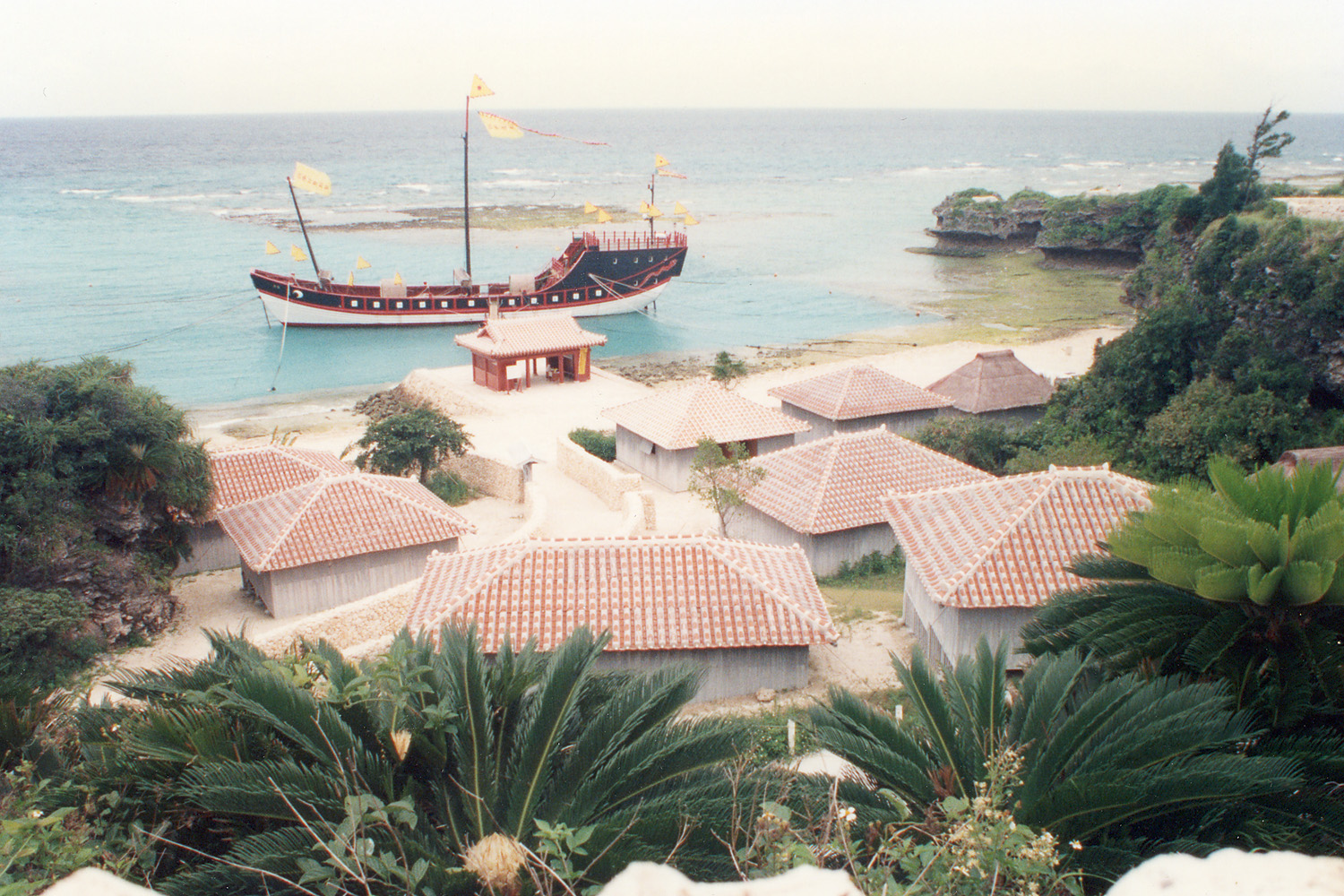
大河劇「琉球之風」在讀谷村的拍攝場景

## 概要
最高收視率24.1%、平均收視率17.3%。

## 相關
- 導演：山田信夫、水谷龍二
- 原作者：陳舜臣
- 主題歌：『階（きざはし）』
- 插入曲：『バサラ』
- 作詞、作曲、歌：谷村新司
- 編曲：星勝
- 旁白：北林谷榮、平野啓子
- 音樂：長生淳
- 演奏：滿天星樂團
- 監修：高良倉吉
- 時代考證：比嘉實、原口泉、池宮正治
- 衣装考證：小泉清子
- 琉球舞踊指導：佐藤太圭子
- 琉球音樂指導：中村司
- 所作指導：猿若清三郎
- 殺陣、武術指導：林邦史朗
- 題字：渡邊裕英
- 標題：長谷川章
- 協助方：沖繩縣讀谷村、那霸市、浦添市、國營沖繩記念公園、中國中央電視台
- 制作：音成正人
- 美術：石村嘉孝
- 技術：雨海祥夫
- 音響效果：浜口淳二
- 記錄、編集：野田茂子
- 攝影：白井政治
- 照明：高橋伴幸
- 錄音：長倉一郎
- 映像技術：堤聖司
- 制作著作：NHK
- 共同制作：NHKエンタープライズ
- 制作統括：高澤裕之
- 制作協助者：NHKアート、NHKテクニカルサービス
- 演出：吉村芳之、榎戶崇泰

## 演員、登場人物

### 琉球王國

#### 楊家與蔡家
| 演員                                                                                           | 角色           | 身份/暱稱 | 與歷史之異同 |
| 細山田隆人（童年） 原田優一（少年） （配音：尹良波さゆき） 東山紀之（成年） （配音：仲嶺伸吾） | 楊啟泰         | 啟泰 楊邦義、蔡少英之子 楊啟山之同母異父兄 蔡羽儀之表兄 清水美矢之同父異母兄 阿紀之戀人、後丈夫 閩人三十六姓楊姓後人                             | 虛構人物     |
| 工藤あさぎ（童年） 原田知世（成年） （配音：久米ひさこ）                                       | 阿 紀          | 軍陀利之養女 鄭迥之義女 蔡羽儀之好友 貿易集團遺族 入宮為宮女 參見鄭家、女官、其他士庶人物                                                        | 虛構人物     |
| 伊藤隆大（童年） 内田健一（少年） （配音：藤村未央） 渡部篤郎（成年） （配音：當銘由亮）       | 楊啟山         | 啟山 新垣朝永、蔡少英之子 楊邦義之繼子 楊啟泰之同母異父弟 蔡羽儀之表兄 曾與蔡羽儀相戀 娶離開丈夫的蔡羽儀為妻                                     | 虛構人物     |
| 萩原健一 （配音：北村三郎）                                                                    | 楊邦義         | 醫師 副使隨從 謝杰之手下 蔡少英之夫 清水富之入贅丈夫 楊啟泰、清水美矢之父 閩人三十六姓楊姓後人 參見島津家、清水家                                | 虛構人物     |
| 小柳留美子                                                                                     | 蔡少英         | 真鶴 楊啟泰、楊啟山之母 楊邦義之元配妻子 蔡進之妹 閩人三十六姓蔡姓後人                                                                           | 虛構人物     |
| 永島暎子                                                                                       | 清水富         | 楊邦義之繼室 清水半藏之女 清水美矢之母 參見清水家                                                                                                | 虛構人物     |
|                                                                                                | 蔡 進          | 蔡少英之兄 楊啟泰、楊啟泰之舅父 蔡羽儀之父 閩人三十六姓蔡姓後人                                                                                  | 虛構人物     |
| 宮野翔太（童年） 清水宏次朗（少年） （配音：島正廣）                                           | 奇羅波丸       | 蔡進之子 蔡羽儀之兄 震天風之徒弟 閩人三十六姓蔡姓後人                                                                                            | 虛構人物     |
| 米澤史織（童年） 工藤夕貴（成年）                                                              | 蔡羽儀         | 蔡進之女 奇羅波丸之妹 楊啟泰、楊啟山之表妹 阿紀之好友 曾與楊啟山相戀 被中島清次強姦、後嫁為妻、再離異 再嫁楊啟山 閩人三十六姓蔡姓後人 參見中島家 | 虛構人物     |
| 安達祐實（童年） 土家里織（成年）                                                              | 清水美矢       | 楊邦義、清水富之女 楊啟泰之同父異母妹 中原松之助之妻 閩人三十六姓楊姓後人 參見清水家                                                             | 虛構人物     |
|                                                                                                | 楊啟山（二代） | 楊啟泰、阿紀之子 楊羽儀之兄 楊啟山之姪兒 閩人三十六姓楊姓後人                                                                                    | 虛構人物     |
|                                                                                                | 楊羽儀         | 楊啟泰、阿紀之女 楊啟山之妹 楊啟山之姪女 閩人三十六姓楊姓後人                                                                                    | 虛構人物     |

#### 琉球國宮廷與王室
| 演員                                                            | 角色       | 身份/暱稱 | 與歷史之異同                 |
| 澤田研二 （配音：伊良波晃）                                     | 尚寧王     | 思德金 琉球第二尚氏第7代國王 尚懿、尚一枝之子 尚宏之兄 尚蘭叢之夫 尚永王之女婿、族子兼過繼子 尚坤功之女婿兼過繼子 武樽之父     | 歷史上並無記載尚寧王有私生子 |
| 小島早耶（童年） 增岡優（少年） 寺島忍（成年） （配音：岡里子） | 尚蘭叢     | 真錢金 阿應理屋惠按司加那志 尚寧王之王妃 尚永王、尚坤功之女 尚月嶺之姊 尚懿、尚一枝之媳                                        |                              |
| 毬谷友子 （配音：玉城千枝子）                                   | 軍陀利     | 阿紀之養母 巴知羅之戀人、後妻子 曾為尚寧王之側室 武樽之母 參見琉球國其他士庶人物                                               | 虛構人物                     |
| 尾上菊五郎                                                      | 尚永王     | 大金武王子 阿里應屋惠王子 琉球第二尚氏第6代國王 尚蘭叢之父 尚寧王之岳父、族父兼過繼父 尚坤功之夫 尚元王、尚梅岳之子 尚一枝之兄 |                              |
| 富司純子 （配音：宮城能造）                                     | 尚坤功     | 真滿金 島尻佐司笠按司加那志 尚永王之王妃 尚蘭叢、尚月嶺之母 尚寧王之岳母兼過繼母                                               |                              |
| 梅原萬海花（童年） 友利由香（成年）                             | 尚月嶺     | 思武太金 聞得大君加那志 尚永王、尚坤功之女 尚蘭叢之妹 尚熙之妻                                                                 |                              |
| 佐藤太圭子                                                      | 尚梅岳     | 生壽 真和志聞得大君加那志 尚元王之王妃 尚永王、尚一枝之母 尚懿之岳母                                                           |                              |
| 金山一彥                                                        | 尚豐王     | 思五郎 朝倉 佐敷王子 琉球第二尚氏第8代國王 尚久寵一鏡之子 馬蘭閨之夫                                                           |                              |
|                                                                 | 馬蘭閨     | 君豐見按司加那志 尚豐王之繼妃 馬良弼、毛梅南之女 馬秀之妹 參見馬家                                                             |                              |
| 青木海（童年） 哀川翔（成年） （配音：大湾滿）                  | 尚 宏      | 尚懿、尚一枝之子 尚寧王之弟 國相                                                                                               |                              |
| 大木聰                                                          | 向文德     | 松金 朝仲 凉洲 尚宗賢、葛氏真加戶樽之子 鄭安心之夫                                                                             |                              |
| 加藤久留美（童年） 水谷麻夢（少年） 瑳山ゆり（成年）            | 鄭安心     | 思乙金 鄭迥之女 向文德之繼室 參見鄭家                                                                                          |                              |
| 津嘉山正種 （配音：平良進）                                     | 向里瑞     | 朝師 梅岳 浦添親方 尚弘業、尚慈光之子                                                                                          |                              |
| 高橋守                                                          | 浦添真刈   | 向里瑞之子 浦添真刈之弟 浦添百千代之兄                                                                                         |                              |
| 飯泉篤                                                          | 浦添真山戶 | 向里瑞之子 浦添真刈、浦添百千代之兄                                                                                            |                              |
| 又吉究 （配音：高宮城實人）                                     | 浦添百千代 | 向里瑞之子 浦添真刈、浦添真山戶之兄                                                                                            |                              |
| 丹阿弥谷津子                                                    | 女官長     | 女官長 阿紀之上司 | 虛構人物                     |
| 工藤あさぎ（童年） 原田知世（成年） （配音：久米ひさこ）        | 阿 紀      | 宮女 女官長之下屬 參見楊家與蔡家、鄭家                                                                                         | 虛構人物                     |

#### 鄭家
| 演員                                                     | 角色   | 身份/暱稱                                                | 與歷史之異同 |
| 江守徹） （配音：八木政男））                            | 鄭 迵  | 謝名親方 利山 鄭安心之父 阿紀之義父 閩人三十六姓鄭姓後人 |              |
| 加藤久留美（童年） 水谷麻夢（少年） 瑳山ゆり（成年）     | 鄭安心 | 參見琉球國宮廷與王族                                     |              |
| 工藤あさぎ（童年） 原田知世（少年） （配音：久米ひさこ） | 阿 紀  | 鄭迵之義女 貿易集團遺族 入宮為宮女 楊啟泰之戀人、後妻子  | 虛構人物     |

#### 馬家
| 演員                        | 角色   | 身份/暱稱                                                                       | 與歷史之異同 |
| 大木實                      | 馬世榮 | 思二良 良員 謝名親方 馬良弼之父 琉球王国三司官                                  |              |
| 橋爪功 （配音：山城興松）   | 馬良弼 | 太良金 良豐 汝舟 名護親方 馬世榮之子 毛梅南之夫 馬秀、馬蘭閨之父 琉球王国三司官 |              |
|                             | 毛梅南 | 真牛金 馬良弼之妻 毛廉之女 馬秀、馬蘭閨之母                                     |              |
| 太田守邦 （配音：小渡和道） | 馬 秀  | 思五良 良寧 梅橋 與那霸親雲上 馬良弼、毛梅南之子 馬蘭閨之兄                     |              |
|                             | 馬蘭閨 | 參見琉球國宮廷及王室                                                            |              |

#### 其他官員
| 演員                        | 角色         | 身份/暱稱                      | 與歷史之異同 |
| 藤田敏八                    | 毛鳳儀       | 安賴 池城親方                  |              |
| 山崎滿                      | 翁寄松       | 太郎金 盛久 瑞岩 城間親方      |              |
| 今福將雄                    | 毛繼祖       | 盛續 豐見城親方 琉球王国三司官 |              |
| 藤田敏八 （配音：平良とみ） | テーゲー親方 |                                | 虛構人物     |

#### 其他琉球士庶人物
| 演員                                                     | 角色     | 身份/暱稱                                                                                           | 與歷史之異同 |
| 工藤あさぎ（童年） 原田知世（少年） （配音：久米ひさこ） | 阿 紀    | 軍陀利之養女 鄭迥之義女 蔡羽儀之好友 貿易集團遺族 入宮為宮女 參見楊家與蔡家、鄭家、琉球國宮廷與王族 | 虛構人物     |
| 毬谷友子 （配音：玉城千枝子）                            | 軍陀利   | 阿紀之養母 巴知羅之戀人、後妻子 曾為尚寧王之側室 武樽之母 琉球國宮廷與王族                          | 虛構人物     |
| 三木のり平 （配音：大宜見小太郎）                        | 高 翔    | 高老師 楊邦義、震天風之好友 楊啟泰、楊啟山之老師 居於浦添天妃宮 見明朝                              | 虛構人物     |
| ショー・コスギ                                           | 震天風   | 武術高手 奇羅波丸之師父 楊邦義、高翔之好友                                                          | 虛構人物     |
| 羽賀研二 （配音：赤嶺正一）                              | 新垣朝永 | 改名鶴球陽 楊啟山之父 蔡真鶴之第二任丈夫                                                            | 虛構人物     |
| 間寬平 （配音：當間武三）                                | 巴知羅   | 原名八郎 日本人 軍陀利之戀人、後丈夫 武樽之繼父                                                     | 虛構人物     |
| 小堀祐矢（童年） 佐藤和紀（少年） （配音：當間武三）     | 武 樽    | 尚寧王、軍陀利之私生子 巴知羅之繼子                                                                 | 虛構人物     |
| 中原ひとみ                                               | 真加那   | | 虛構人物     |
| ケイン・コスギ                                           | ケン     | | 虛構人物     |
| 森光子 （配音：間好子）                                  | イソバ   | | 虛構人物     |
| 坂本スミ子 （配音：平良とみ）                            | ウシ     | | 虛構人物     |
| 富岡敬之助                                               | 次 良    | | 虛構人物     |
| 富田めぐみ                                               | 真 振    | | 虛構人物     |

### 日本

#### 德川幕府
| 演員         | 角色     | 身份/暱稱                             | 與歷史之異同 |
| 小林旭       | 德川家康 | 江戶幕府第一任征夷大將軍 德川秀忠之父 |              |
| 岸谷五朗     | 德川秀忠 | 江戶幕府第二任征夷大將軍 德川家康之子 |              |
| James Barker | 三浦按針 | 英國航海家 江戶幕府外交顧問           |              |

#### 薩摩藩
| 演員                        | 角色     | 身份/暱稱                                                                                | 與歷史之異同 |
| 室田日出男                  | 島津義久 | 薩摩國之大名 虎寿丸 又三郎 忠良 義辰 三郎左衛門尉 龍伯 島津修理大夫 島津忠恆之伯父兼主君 |              |
| 豎山博之                    | 島津忠恆 | 江戶時代薩摩藩第一任藩主 米菊丸 又八郎 家久 慈眼院 島津義久之姪兒兼家臣                  |              |
| 萩原健一 （配音：北村三郎） | 楊邦義   | 薩摩之藩醫 參見楊家與蔡家、島津家、清水家                                                | 虛構人物     |
| 若松武                      | 樺山久高 | 島津氏家臣                                                                               |              |
| 石濱朗                      | 平田增宗 | 島津氏家臣                                                                               |              |

#### 豐臣家
| 演員              | 角色     | 身份/暱稱                                                                   | 與歷史之異同 |
| 仲村亨            | 羽柴秀吉 | 大坂城之城主 羽柴筑前守 關白殿下 太閤殿下 杉原吉子、淺井茶茶之夫 豐臣秀賴之父 |              |
| 柾木良子 田中燁子 | 杉原吉子 | 豐臣秀吉之正室 寧寧 北政所                                                  |              |
|                   | 淺井茶茶 | 豐臣秀吉之妾 殿 豐臣秀賴之母                                                |              |
| 田中智也          | 豐臣秀賴 | 拾丸 繼任為大坂城之城主 豐臣秀吉、淺井茶茶之子                              |              |
| 大嶋光幸          | 加藤清正 | 熊本藩之藩主                                                                |              |
| ポール牧          | 龜井茲矩 | 津和野藩之藩主 琉球守                                                       |              |

#### 中島家
| 演員                              | 角色     | 身份/暱稱                                           | 與歷史之異同                             |
| 岸本功                            | 中島清延 | 商人 初代茶屋四郎次郎 中島清忠之父                  |                                          |
| 河西健司                          | 中島清忠 | 商人 二代茶屋四郎次郎 中島清次之父                  |                                          |
| 筧利夫                            | 中島清次 | 商人 三代茶屋四郎次郎 強姦蔡羽儀 蔡羽儀之第一任丈夫 | 歷史上並無記載中島清次強姦及迎娶琉球女子 |
| 米澤史織（童年） 工藤夕貴（成年） | 蔡羽儀   | 參見楊家與蔡家                                      |                                          |

#### 清水家
| 演員                              | 角色     | 身份/暱稱                                              | 與歷史之異同 |
| 寺田農                            | 清水半藏 | 清水富之父 楊邦義之岳父                                |              |
| 萩原健一 （配音：北村三郎）       | 楊邦義   | 清水富之入贅丈夫 清水半藏之贅婿 參見島津家、楊家與蔡家 | 虛構人物     |
| 永島暎子                          | 清水富   | 楊邦義之繼室 清水半藏之女 清水美矢之母 參見楊家與蔡家  |              |
| 安達祐實（童年） 土家里織（成年） | 清水美矢 | 參見楊家與蔡家、中原家                                 |              |

#### 中原家
| 演員                              | 角色       | 身份/暱稱              | 與歷史之異同 |
| 長森雅人                          | 中原松之助 | 清水美矢之夫           |              |
| 安達祐實（童年） 土家里織（成年） | 清水美矢   | 參見楊家與蔡家、清水家 |              |
| 伊藤隆大                          | 中原彌之助 |                        |              |

### 明朝
| 演員                              | 角色   | 身份/暱稱              | 與歷史之異同 |
| 修宗迪                            | 夏子陽 | 明朝派遣琉球的冊封正使 |              |
| 郭良                              | 王士楨 | 明朝派遣琉球的冊封副使 |              |
| 趙德成                            | 趙參櫓 |                        | 虛構人物     |
| 修 健                             | 謝汝烈 | 明朝官員 欲推翻明朝    | 虛構人物     |
| 三木のり平 （配音：大宜見小太郎） | 高 翔  | 見其他琉球士庶人物     | 虛構人物     |

### 英國
| 演員         | 角色          | 身份/暱稱               | 與歷史之異同 |
| Kent Gilbert | 理查德·考克斯 | 英國商人 平戶英國商館長 |              |
| James Barker | 三浦按針      | 見德川幕府              |              |